# 토론토 FC
토론토 FC(Toronto FC)는 메이저 리그 사커에 소속된 캐나다의 프로축구단이다. 온타리오주 토론토를 연고지로 하고 있으며 BMO 필드 축구전용구장을 홈구장으로 사용하고 있다.

## 역사
2005년에 창단하였으며, 2009년, 2010년, 2011년에는 캐나다 챔피언십에서 우승을 차지하여 2009-10, 2010-11 시즌 CONCACAF 챔피언스리그 출전권을 따냈다.

## 우승 기록
- MLS컵 (1회): 2017
- 캐나다 챔피언십 (6회): 2009, 2010, 2011, 2012, 2016, 2017
- MLS 서포터스 실드 (1회): 2017

## 선수단

### 현재 소속 선수 명단
참고: FIFA 자격 규정에 따라 소속된 국가대표팀 국기를 표시합니다. 선수는 복수의 FIFA 비회원국 국적을 가지고 있을 수 있습니다.
| 번호 | 포지션 | 국적              | 이름                    |
| ---- | ------ | ----------------- | ----------------------- |
| 1    | GK     |                   | 션 존슨                 |
| 5    | DF     | 아일랜드          | 케빈 롱                 |
| 6    | DF     | 잠비아            | 에메 마비카             |
| 8    | MF     | 잉글랜드          | 매티 롱스태프           |
| 10   | FW     |                   | 페데리코 베르나르데스키 |
| 11   | FW     | 아이티            | 데릭 에티엔느 주니어    |
| 14   | MF     |                   | 알론소 코엘로           |
| 15   | DF     |                   | 닉소엔 고미스           |
| 16   | FW     | 트리니다드 토바고 | 타이리스 스파이서       |
| 17   | DF     |                   | 시구르드 로스테드       |
| 18   | GK     | 트리니다드 토바고 | 그렉 란지트싱           |
| 20   | MF     | 온두라스          | 데이비 플로레스         |
| 21   | MF     |                   | 조너선 오소리오         |
| 23   | MF     |                   | 브랜든 세르바니아       |
| 24   | FW     |                   | 로렌초 인시녜           |
| 27   | DF     |                   | 셰인 오닐               |
| 28   | DF     |                   | 라울 페트레타           |

| 번호 | 포지션 | 국적 | 이름          |
| ---- | ------ | ---- | ------------- |
| 99   | FW     |      | 프린스 오우수 |

## 역대 감독
| 감독        | 임기        |
| ----------- | ----------- |
| 라이언 넬슨 | 2013 ~ 2014 |
| 존 허드먼   | 2023 ~      |

## 홈경기장
| 경기장      | 사용기간    | 장소              | 팀명      | 비고          |
| ----------- | ----------- | ----------------- | --------- | ------------- |
| BMO 필드    | 2007년~현재 | 온타리오주 토론토 | 토론토 FC | 빈칸          |
| 로저스 센터 | 2012년      | 온타리오주 토론토 | 토론토 FC | 빅게임에 한함 |

## 유나이티드 사커 리그제휴팀
- 토론토 FC II (본, 온타리오)

## 같이 보기
- 오타와 퓨어리 FC